# Damernas turnering i landhockey vid olympiska sommarspelen 1988
Damernas turnering i landhockey vid olympiska sommarspelen 1988 spelades mellan den 18 och 30 september 1988. Alla matcher spelades på Seongnam Stadium i Seoul och totalt 12 lag deltog. De åtta lagen delades upp i två grupper om fyra lag i varje grupp. De två främsta i varje grupp gick vidare till medaljspel, medan de övriga lagen spelade placeringsmatcher. Det lag som vann turneringen och därmed vann guld var Storbritannien. Västtyskland vann silver och Nederländerna vann brons.

## Medaljörer
| Gren               | Guld | Silver | Brons |
| Damernas turnering | Australien Tracey Belbin Deborah Bowman Lee Capes Michelle Capes Sally Carbon Elspeth Clement Loretta Dorman Maree Fish Rechelle Hawkes Lorraine Hillas Kathleen Partridge Sharon Patmore Jackie Pereira Sandra Pisani Kim Small Liane Tooth | Sydkorea Chang Eun-Jung Cho Ki-Hyang Choi Choon-Ok Chung Eun-Kyung Chung Sang-Hyun Han Gum Shil Han Ok-Kyung Hwang Keum-Sook Jin Won-Sim Kim Mi-Sun Kim Soon-Duk Kim Young-Sook Lim Kye-Sook Park Soon-Ja Seo Hyo-Sun Seo Kwang-Mi | Nederländerna Willemien Aardenburg Carina Benninga Marjolein Eijsvogel Yvonne Buter Det de Beus Annemieke Fokke Noor Holsboer Helen van der Ben Lisanne Lejeune Anneloes Nieuwenhuizen Martine Ohr Marieke van Doorn Aletta van Manen Sophie von Weiler Laurien Willemse Ingrid Wolff |

## Grupper
| Grupp A: - USA - Storbritannien - Nederländerna - USA | Grupp B: - Australien - Kanada - Sydkorea - Västtyskland |

## Gruppspel

### Grupp A
| Lag            | Spelade | W | D | L | GF | GA | Poäng |
| -------------- | ------- | - | - | - | -- | -- | ----- |
| Nederländerna  | 3       | 3 | 0 | 0 | 9  | 2  | 6     |
| Storbritannien | 3       | 1 | 1 | 1 | 4  | 7  | 3     |
| Argentina      | 3       | 1 | 0 | 2 | 2  | 3  | 2     |
| USA            | 3       | 0 | 1 | 2 | 4  | 7  | 1     |

### Grupp B
| Lag          | Spelade | W | D | L | GF | GA | Poäng |
| ------------ | ------- | - | - | - | -- | -- | ----- |
| Sydkorea     | 3       | 2 | 1 | 0 | 12 | 7  | 5     |
| Australien   | 3       | 1 | 2 | 0 | 7  | 6  | 4     |
| Västtyskland | 3       | 1 | 0 | 2 | 3  | 6  | 2     |
| Kanada       | 3       | 0 | 1 | 2 | 3  | 6  | 1     |

## Slutspel
|  | Semifinal         | Semifinal         |   |                   | Final             | Final |  |
|  |                   |                   |   |                   |                   |       |  |
|  | 27 september 1988 |                   |   |                   |                   |       |  |
|  | Nederländerna     | 2                 |   |                   |                   |       |  |
|  | Australien        | 3                 |   |                   |                   |       |  |
|  |                   |                   |   |                   |                   |       |  |
|  |                   |                   |   |                   | 30 september 1988 |       |  |
|  |                   |                   |   |                   | Nederländerna     | 3     |  |
|  |                   | Storbritannien    | 1 |                   |                   |       |  |
|  |                   |                   |   |                   |                   |       |  |
|  |                   |                   |   |                   |                   |       |  |
|  |                   |                   |   |                   | Bronsmatch        |       |  |
|  | 27 september 1988 | 27 september 1988 |   | 30 september 1988 | 30 september 1988 |       |  |
|  | Sydkorea          | 2                 |   | Australien        | 2                 |       |  |
|  | Storbritannien    | 0                 |   |                   | Sydkorea          | 0     |  |